# 凱洛與塔斯黛
《凱洛與塔斯黛》是由渡边信一郎执导，BONES制作的日本原创电视动画作品。本作是动画制作公司BONES的20周年，音乐制作公司Flying DOG10周年纪念作品。于2019年4月于富士电视台播放深夜动画的“+Ultra”时段播放。

## 劇情大綱
故事背景為人類移居火星後，由AI編寫音樂的時代。塔斯黛是著名政治家瓦勒里的女兒，她為了追尋音樂夢而離家出走，與另一位充滿抱負的音樂家凱洛相遇，兩人決定一起做音樂。她們闖入火星移民紀念館快閃演奏鋼琴，過程被AI工程師羅迪錄下後分享到網站上。前音樂製作人加斯看到影片後找到她倆，表示要當她們的經紀人。他首先將兩人介紹給當紅DJ艾特根，接著拍攝MV試圖讓它成為網路爆紅短片，但都失敗告終。後來羅迪說服他的朋友，讓凱洛和塔斯黛在酒吧表演一首歌。加斯的朋友安排她們在塞東尼亞音樂節擔任替補，緊張的兩人在上台前受到資深歌手斯吉普的鼓勵，雖然表演成果不盡理想，但她們受到音樂家克里斯塔兒的鼓勵，重燃信心。
名模特兒安吉拉接受AI專家陶聘為「傀儡」歌手，由於兩人性格南轅北轍，安吉拉一直難以理解陶的目的。在加斯的建議下，凱洛與塔斯黛參加選秀節目，在海選過程中，塔斯黛對自己並不瞭解凱洛而沮喪，後來她們在河岸長談並重新振作。兩人入圍並成為參與決賽的八組參賽者之一，而安吉拉也在陶的安排下進入決賽。網路名人彼得、非主流風格的GGK、安吉拉、凱洛與塔斯黛晉級四強，賽事過程中塔斯黛遭到由愛生恨的狂熱粉絲西貝爾燙傷，但她仍和凱洛成功晉級，雖然僅獲得亞軍，但她們的表演令評審破例讓兩人出道。
兩人成名後接受大量採訪，加斯替她們拒絕了合約，並找到引退已久、無比嚴苛的資深製作人托比參與製作。戴斯蒙德是位隱遁且古怪的音樂家，身患重病的他向凱洛與塔斯黛傳遞自己希望透過音樂傳達的意志。兩人的首張單曲登上排行榜上第53名，為提高名次，加斯安排兩人在西南偏南演出，而她們的歌聲也讓曾經無比輝煌、後來被藥物濫用所困的音樂家弗羅拉再次振奮。
在競選參謀傑瑞的建議下，瓦勒里對驅逐非法移民的競選主軸日漸鮮明，她在與火星現任總統的總統選舉辯論會中，呼籲停止接受地球的難民並終止與地球的貿易協定，令她的支持度提升。氣象設備遭不明人士炸毀，輿論認為是移民所為，使瓦勒里的聲勢更加高漲。艾特根遭到AI背叛而破產，他一度對人生感到懷疑，之後在羅迪的幫助下寫了新歌並東山再起。
塔斯黛決心面對自己的母親，因此與長期採訪母親的政治記者凱爾見面，並逐漸對他傾心，但戀情無疾而終。凱洛與塔斯黛再次受邀參加塞東尼亞音樂節，陶在音樂節上制伏企圖暗殺安吉拉的跟蹤狂，讓安吉拉順利演出，而凱洛與塔斯黛的表演也一雪前恥，還被提名為葛萊美獎最佳新人並預計登台演出。她們創作了一首訴說希望的歌曲，希冀為這個動盪時刻的群眾帶來光明。由於陶遭人陷害被捕，養母戴莉婭又病危昏迷，讓安吉拉陷入空前低潮，更服用過量藥物，戴莉婭向安吉拉道歉後便逝世了。在凱洛與塔斯黛和克里斯塔兒的演出結束後，安吉拉贏得葛萊美新人獎，但在演唱歌曲後，安吉拉因昏倒而送醫。
隨著瓦勒里的支持率提高，瓦勒里倡議的藝術管制法案所引領的風氣也使得包括斯吉普在內許多反對此法案的音樂家被以莫須有罪名逮捕，為表示聲援，凱洛與塔斯黛邀集火星各地的音樂家一起合唱。在凱爾的調查下，瓦勒里得知爆炸案是傑瑞一手策劃，便將傑瑞開除並退出選舉。脫身的陶向安吉拉透露關於兩人身世的秘密，而安吉拉也重新振奮。除夕夜裡，克里斯塔兒、弗羅拉、彼得、GGK、戴斯蒙德、安吉拉以及數十位來自火星各地的音樂家齊聚火星移民紀念館，和凱洛與塔斯黛一起演唱她們譜寫的新歌〈Mother〉，此事件在火星歷史上被譽為「奇蹟的七分鐘」。但奇蹟並非發生在此處，而是發生在每個聆聽者的心中。

## 登場人物

### 主要人物
凱洛·斯坦利（Carole Stanley，声：島袋美由利，歌：Nai Br.XX）
17岁的拥有褐色皮肤的卷发女孩。出生于地球，父母下落不明，从事兼职工作的同时在街头表演。她负责钢琴与键盘演奏。
塔斯黛·西蒙斯（Tuesday Simmons，声：市之濑加那，歌：Celeina Ann）
17岁的金发碧眼的女孩，演奏吉他。在火星的富裕家庭出生，因离家出走，遇见了凱洛。
安吉拉（Angela，声：上坂堇，歌：Alisa）
16岁的从事模特工作的女孩。自幼进入演艺界，希望转型为歌手，將凱洛與塔斯黛視為競爭對手。
羅迪（Roddy，声：入野自由）
17岁的AI程序员、系统工程师。偶然拍下了CAROLE & TUESDAY的表演影片并上传。
加斯（Gus，声：大塚明夫）
54岁。以中年男性自居，曾是一名高级制作人。发掘了CAROLE & TUESDAY並成为他們的經紀人，帮助她们成名。
陶（Tao，声：神谷浩史）
AI音乐制作人，同时也是安吉拉的制作人，自稱對所謂的人類沒有興趣。
戴莉娅（Dahlia，声：堀内賢雄）
安吉拉的经纪人与亲人。受火星环境影响，表现出双性人的特征。

### 艺人
艾特根（Ertegun，声：宮野真守）
42岁的知名DJ。后成为Mars' Brightest半决赛评委，與羅迪之間為損友的關係。
斯吉普（Skip，声：安元洋貴，歌：Thundercat）
35歳的著名歌手。
约书亚（Joshua，声：梶裕貴）
Omega乐队的歌手。有许多粉丝。
克里斯塔儿（Crystal，声：坂本真綾，歌：Lauren Dyson）
32歳的著名歌手。
戴斯蒙德（Desmond，声：山寺宏一，歌：Marker Starling）
孤高的音乐家，被称为“活着的传说”。受火星环境影响，表现出双性人的特征。
弗罗拉（Flora，声：林原惠，歌：Jessica Ashley）
被凱洛崇拜已久的一位隱退歌手。儘管過去有輝煌成功，但如今被抑鬱與藥物濫用所困擾。
以西结（Ezekiel，声：木村昴，歌：登泽尔·柯里）
從地球移民至火星的說唱歌手，凱洛在孤兒院的青梅竹馬，後被查出是非法移民而被遣送回地球。

### Mars' Brightest

#### 评委
凯瑟琳（Catherine，声：田村聖子）
Mars' Brightest的主评委。态度严厉。
贝尼托（Benito，声：落合弘治）
Mars' Brightest评委之一。态度冷静。
夏克提（Shakti，声：吉野裕行）
Mars' Brightest评委之一。机器狗形AI。

#### 参赛者
西贝尔（Cybelle，声：佐倉綾音）
打扮中性的选手，对塔斯黛有痴迷的喜爱。
彼得（Pyotr，声：蒼井翔太）
社交媒体上的网络红人。
人鱼姊妹（Mermaid Sisters，声：淺沼晉太郎）
阿卡贝拉的组合。因演唱的歌曲歌词不雅而被淘汰，歌詞太過勁爆導致被相爭翻唱，有「素質之歌」、「文明之歌」、「口吐芬芳之歌」之稱。
火焰兄弟（Fire Brothers，声：飯塚昭三）
99岁的双胞胎兄弟。
OG斗牛犬（OG Bulldog，声：白熊寛嗣）
外貌粗犷，自称为毒贩，将说唱与歌剧混合。
GGK
自称“与宇宙相连接”的歌手。

### 其他
瓦勒里·西蒙斯（Valerie Simmons，声：宮寺智子）
塔斯黛妈妈，高级官员，现正竞选总统。
斯宾瑟·西蒙斯（Spencer Simmons，声：櫻井孝宏）
塔斯黛的哥哥。
凯蒂·木村（Katy Kimura，声：東山奈央）
安吉拉的助理兼粉丝。
伊蒂亚（IDEA，声：佐武宇绮）
AI机器人，被罗迪从网上预购用于帮忙摄制凱洛、特丝黛两人的第一首MV，但在其诈骗行径暴露后被强制退貨。

## 制作人员
- 原作：BONES、渡边信一郎[12]
- 總監督：渡边信一郎[12]
- 監督：堀元宣[12]
- 人物原案：窪之内英策[12]
- 人物設定：齊藤恆德[12]
- 主動畫師：伊藤嘉之、紺野直幸[12]
- 世界觀設定：Thomas Romain（日语：ロマン・トマ）、ブリュネ・スタニスラス[12]
- 美術監督：河野羚[12]
- 色彩設計：垣田由紀子[12]
- 撮影監督：池上真崇[12]
- 3DCG監督：三宅拓馬[12]
- 編集：坂本久美子[12]
- 音楽：Mocky（英语：Mocky）[12]
- 音響効果：倉橋静男[12]
- 音樂制作：Flying DOG[12]
- 動畫制作：BONES[12]

## 主题曲
片头曲
「Kiss Me」（第2－11話）
作詞、作曲、編曲：Nulbarich，主唱：凱洛（Nai Br.XX）、塔斯黛（Celeina Ann）
「Polly Jean」（第13話－24話）
作詞：LEO今井，作曲、編曲：小山田圭吾，歌：凱洛（Nai Br.XX）、塔斯黛（Celeina Ann）
片尾曲
「Hold Me Now」（第1－11話）
作詞、作曲、編曲：Benny Sings，主唱：凱洛（Nai Br.XX）、塔斯黛（Celeina Ann）
第4話亦作插曲使用
「Not Afraid」（第13話－21話）
作詞、作曲、編曲：Lido，翻译：KR Advisory Co., Ltd.，歌：安吉拉（Alisa）
插曲
「The Loneliest Girl」（第2、12話）
作詞、作曲、編曲：Benny Sings，主唱：凱洛（Nai Br.XX）、塔斯黛（Celeina Ann）
「Round & Laundry」（第3、6話）
作詞、作曲、編曲：津野美咲，英譯詞：Celeina Ann，主唱：凱洛（Nai Br.XX）、塔斯黛（Celeina Ann）
「Who am I the Greatest」（第3、6話）
作曲：☆Taku Takahashi（m-flo）
「Move Mountains」（第5、9話）
作詞、作曲、編曲：Lido，主唱：安吉拉（Alisa）
「Someday I'll Find My Way Home」（第5話）
作詞、作曲、編曲：Benny Sings，主唱：凱洛（Nai Br.XX）、塔斯黛（Celeina Ann）
「unrequited love」（第6話）
作詞、作曲、編曲：Flying Lotus、Thundercat，主唱：Skip（Thundercat）
「Unbreakable」（第6話）
作詞、作曲、編曲：Evan Bogart、Justin Gray，主唱：Crystal（Lauren Dyson）
「Never Die」（第8話）
作曲、編曲：吉田一郎，主唱：火焰兄弟（竹内浩明）
「Dance Tonight」（第8話）
作詞、作曲、編曲：G.RINA，主唱：彼得（J R Price）
「Bulldog Anthem」（第8話）
作曲、編曲：YUC'e，主唱：OG斗牛犬（工藤和真）
「Whispering My Love」（第8話）
作詞、作曲、編曲：Jen Wood，主唱：凱洛（Nai Br.XX）、塔斯黛（Celeina Ann）
「Milky Way」（第9話）
作詞、作曲、編曲：Taylor McFerrin、Madison McFerrin，主唱：GGK（Madison McFerrin）
「Galactic mermaid」（第9話）
作詞、作曲：，編曲：柿本論理，主唱：人鱼修女（クリヤマユウリ）
（第9話）
作詞：Jean-Paul Leboutet，翻譯、作曲、編曲：，編曲：柿本論理，主唱：西贝尔（Maika Loubté）
「Gravity Bounce」（第10話）
作詞、作曲、編曲：Taylor McFerrin、Madison McFerrin，翻譯：KR Advisory Co., Ltd.，主唱：GGK（Madison McFerrin）
「All I Want」（第10話）
作詞、作曲、編曲：Mark Redito，翻譯：qdopp, Inc.，主唱：安吉拉（Alisa）
「Love Yourself」（第10、11話）
作詞、作曲、編曲：G.RINA，主唱：彼得（J R Price）
「Lost My Way」（第11話）
作詞、作曲：JEN WOOD，編曲：JEN WOOD & GABE VANBENSCHOTEN，翻譯：KR Advisory Co., Ltd.，主唱：凱洛（Nai Br.XX）、塔斯黛（Celeina Ann）
「Threads」（第12話）
作詞、作曲、編曲、主唱：Eirik Glambek Bøe（好自在樂團）
「Light A Fire」（第12話）
作詞、作曲、編曲：Evan Bogart、Justin Gray，主唱：安吉拉（Alisa）
「Breathe Again」（第13話）
作詞、作曲、編曲：Alison Wonder land、Mark A Jackson & Brendon Scott，主唱：安吉拉（Alisa）
「Army Of Two」（第13－15話）
作詞、作曲、編曲：ANDY PLATTS，翻譯：qdopp, Inc.，主唱：凱洛（Nai Br.XX）、塔斯黛（Celeina Ann）
「Miserere mei, deus」（第15話）
作詞：LEO今井，作曲、編曲：梅林太郎，歌：戴斯蒙德（Marker Starling）
「All I See」（第15話）
作詞：Shun Ikegai，作曲：yahyel，歌：戴斯蒙德（Maker Starling）
「Give You The World」（第16話）
作詞、作曲、編曲：Evan Bogart、Justin Gray，歌：弗罗拉（Jessica Karpov）
「Give You The World C&T ver.」（第16話）
作詞、作曲、編曲：Evan Bogart、Justin Gray，歌：凱洛（Nai Br.XX）、塔斯黛（Celeina Ann）
「Day By Day」（第16話）
作詞：優河，作曲：高城晶平，編曲：cero，歌：凱洛（Nai Br.XX）、塔斯黛（Celeina Ann）
「Take Me Now」（第19話）
作曲：banvox，歌：艾特根
「LIGHTS GO OUT」（第19話）
作詞、作曲、編曲：Steve Aoki、MOGUAI、Ole Sturm、Santino Holtzer、Tyler Spry & Jacob Summers，歌：艾特根 feat. 安吉拉（Alisa）
「Message in the Wind」（第19話）
作詞、作曲、編曲：Sensei Bueno，歌：凱洛（Nai Br.XX）、塔斯黛（Celeina Ann）
「Beautiful Breakdown」（第20話）
作詞：Caroline Lufkin，作曲、編曲：梅林太郎， 歌：凱洛（Nai Br.XX）、塔斯黛（Celeina Ann）
「Crash The Server」（第20話）
作詞、作曲、編曲：Steven D Ellison、Donzel Curry，歌：以西结（登泽尔·柯里）
「Lonestar Jazz」（第21話）
作詞、作曲、編曲：Steven D Ellison、Donzel Curry，歌：阿梅尔（Denzel Curry）
「Lay It All On Me」（第21話）
作詞、作曲、編曲：Isaac Gracie，歌：凱洛（Nai Br.XX）、塔斯黛（Celeina Ann）
「After The Fire」（第22話）
作詞、作曲、編曲：蒂姆·莱斯-奥克斯利、Fraser T Smith，歌：凱洛（Nai Br.XX）、塔斯黛（Celeina Ann）
「Endless」（第22話片尾）
作詞：Alisa，作曲、編曲：D.A.N.，歌：安吉拉（Alisa）
「Streamophone Awards」（第22話）
作曲：☆Taku Takahashi
「The Tower」（第23話片尾）
作詞、作曲、編曲：Justin Hayward-Young、Colo M. Greif-Neil、Timothy Lanham，歌：安吉拉（Alisa）
「Mother」（第24話片尾）
作詞、作曲、編曲：Evan Bogart、Justin Gray，歌：VOICES FROM MARS
此外，宣布参与剧中曲作曲的作曲家还包括：Lido、Jen Wood、津野米咲、Tim Rice-Oxley、E·基德·博加特和Eirik Glambek Bøe。

## 各話列表
动画每话的英文标题，均来自真实歌曲名。
| 話數       | 英文標題                       | 中文標題           | 劇本       | 分鏡                     | 演出                     | 作畫監督                                                         | 總作畫監督 |
| ---------- | ------------------------------ | ------------------ | ---------- | ------------------------ | ------------------------ | ---------------------------------------------------------------- | ---------- |
| episode:01 | True Colors                    | 真實色彩           | 赤尾凸     | 堀元宣 渡边信一郎        | 堀元宣                   | 堀川耕一、山田真也                                               | 伊藤嘉之   |
| episode:02 | Born to Run                    | 注定要跑           | 赤尾凸     | 岡本學                   | 三宅將平                 | 水畑健二、大貫健一                                               | 紺野直幸   |
| episode:03 | Fire and Rain                  | 火與雨             | 中西泰博   | 中山奈緒美               | 高藤聰                   | 長谷部敦志、飯田遙                                               | 伊藤嘉之   |
| episode:04 | Video Killed the Radio Star    | MV殺了廣播明星     | 上野貴美子 | 岡村天齋                 | 飛田剛                   | 仁井学、齊藤英子                                                 | 紺野直幸   |
| episode:05 | Every Breath You Take          | 每次深呼吸         | 赤尾凸     | 岡本學                   | 野亦則行                 | 堀川耕一、山田真也                                               | 伊藤嘉之   |
| episode:06 | Life is A Carnival             | 人生有如嘉年華     | 野村祐一   | 松尾衡                   | 三宅将平                 | 水畑健二、大貫健一、可兒里未                                     | 紺野直幸   |
| episode:07 | Show Me The Way                | 引領我前進         | 上野貴美子 | 尾崎隆晴                 | 高藤聰                   | 本城惠一朗、齊藤英子、小柏奈弓                                   | 伊藤嘉之   |
| episode:08 | All The Young Dudes            | 所有年輕男子       | 中西       | 堀元宣                   | 飛田剛                   | 堀川耕一、 大貫健一、水畑健二、石野聰                            | 紺野直幸   |
| episode:09 | Dancing Queen                  | 舞后               | 赤尾凸     | 神谷友美                 | 神谷友美                 | 下妻日紗子、細田沙織、濱口獏 滿田一、TOMATO、小橋弘侑 神谷美也子 | 伊藤嘉之   |
| episode:10 | River Deep, Mountain High      | 翻山涉水           | 野村祐一   |                          | 飛田剛                   | 可兒里未、本城惠一朗、齊藤英子 小柏奈弓、水畑健二、齊藤香        | 紺野直幸   |
| episode:11 | With or Without You            | 不管有沒有你       | 上野貴美子 | 篠原俊哉                 | 野亦則行                 | 堀川耕一、 大貫健一、石野聰                                      | 伊藤嘉之   |
| episode:12 | We've Only Just Begun          | 故事才正要開始     | 渡边信一郎 | 渡边信一郎 堀元宣        | 三宅将平                 | 小柏奈弓、阪本望實、齊藤英子 本城惠一朗、水畑健二、紺野直幸      | 紺野直幸   |
| episode:13 | Walk This Way                  | 這樣做吧           | 中西       | 小林寛                   | 高藤聰 宮澤良太 野亦則行 | 堀川耕一、可兒里未、齊藤香 大貫健一、                            | 伊藤嘉之   |
| episode:14 | The Kids are Alright           | 孩子們都很好       | 赤尾凸     | 板村智幸                 | 村田尚樹                 | 水畑健二、齊藤英子、本城惠一朗 石野聰、齊藤香                    | 紺野直幸   |
| episode:15 | God Only Knows                 | 只有上天知道       | 信本敬子   | 龜井治                   | 飛田剛                   | 堀川耕一、菅野宏紀、大貫健一                                     | 伊藤嘉之   |
| episode:16 | A Natural Woman                | 寧為女人           | 野村祐一   | 石平信司                 | 由井翠                   | 水畑健二、可兒里未、齊藤英子 齊藤香、本城惠一朗                  | 紺野直幸   |
| episode:17 | Head Over Heels                | 神魂顛倒           | 上野貴美子 | 許平康 龜井治            | 野亦則行                 | 堀川耕一、秋山英一、大貫健一 菅野宏紀、小島、伊藤嘉之            | 伊藤嘉之   |
| episode:18 | Only Love Can Break Your Heart | 只有愛可以讓你心碎 | 中西       | 板村智幸                 | 高藤聰                   | 齊藤英子、香田知樹、齊藤香 石野聰、紺野直幸                      | 紺野直幸   |
| episode:19 | People Get Ready               | 大家準備完了       | 赤尾凸     | 竹下良平 堀元宣          | 蓮井隆弘                 | 堀川耕一、本城惠一朗、大貫健一 可兒里未、伊藤嘉之、              | 伊藤嘉之   |
| episode:20 | Immigrant Song                 | 外移民之歌         | 野村祐一   | 宮尾佳和                 | 加藤段像                 | 水畑健二、齊藤英子、小島 香田知樹、西尾智惠                      | 紺野直幸   |
| episode:21 | It's Too Late                  | 為時已晚           | 上野貴美子 | 篠原俊哉                 | 飛田剛                   | 菅野宏紀、堀川耕一、齊藤香 細川修平、下條祐未                    | 伊藤嘉之   |
| episode:22 | Just Like Heaven               | 出竅情人           | 中西       | 三宅将平                 | 三宅将平                 | 本城惠一朗、可兒里未、大貫健一 齊藤英子、、紺野直幸              | 紺野直幸   |
| episode:23 | Don't Stop Believin'           | 不停地相信         | 赤尾凸     | 板村智幸 龜井治          | 野亦則行                 | 堀川耕一、水畑健二、香田知樹 菅野宏紀、小島                      | 伊藤嘉之   |
| episode:24 | A Change Is Gonna Come         | 改變即將到來       | 渡边信一郎 | 小林寛 堀元宣 渡边信一郎 | 堀元宣 高藤聰            | 可兒里未、伊藤嘉之、大貫健一 齊藤英子、堀川耕一、齊藤馨          | 紺野直幸   |

## 藍光&DVD
| 卷數 | 發售日期       | 收錄話數       | 規格編號 | 規格編號 |
| 卷數 | 發售日期       | 收錄話數       | 藍光     | DVD      |
| ---- | -------------- | -------------- | -------- | -------- |
| 1    | 2019年10月30日 | 第1話－第12話  | VTZF-100 | VTZF-102 |
| 2    | 2020年1月22日  | 第12話－第24話 | VTZF-101 | VTZF-103 |